# Памятник чернобыльцам (Армавир)
Памятник чернобыльцам — памятник, одна из архитектурных достопримечательностей города Армавир (Краснодарский край). Находится в тематическом памятном парке чернобыльцев. Первый памятник чернобыльцам был воздвигнут в 1996 году. В 2013 году он был демонтирован, а на его месте в 2014 году был воздвигнут другой памятник чернобыльцам.

## Первый памятник
Одним из основных инициаторов установки памятника стал есаул Армавирского казачьего круга Александр Петрович Иванов, а проект выполнили архитектор Н.Г.Самбурова, скульптор В.Г.Батраков и художник Н.А.Березовская. Шеститонный фундамент мемориала заложили 26 июня 1996 года, а уже 12 июля 1996 года мемориал был открыт. За свой вид памятник получил неофициальное название «памятник дереву».
Памятник представлял собой две мраморные плиты, общим весом около 9 тонн. На вертикальной и чуть скошенной сверху плите, высотой около 3,5 метров, выгравированы дерево, с которого капает кровь, и эмблема союза «Чернобыль». Из крови «выпадают» символы радиационного излучения — альфа, бета и гамма. Это символизирует скорбь мира и мутацию многих живых существ от радиации на территории «зоны отчуждения». Чуть выше дерева выгравирован православный крест. 
В начале 2010-х годов было принято решение, что «Памятник дереву» по своему идейному содержанию не совсем соответствовал своему назначению как памятнику чернобыльцам. Поэтому в 2013 году монумент был демонтирован, а на его месте начато возведение другого памятника.

## Второй памятник
Строительство нового памятника велось в 2013—2014 годах; он был открыт 20 сентября 2014 года. Представляет собой решётчатый глобус, внутри которого заключён атом (символизирует угрозу аварии на ЧАЭС для всего мира). Пять мужчин стоят, загородив глобус собой (количество мужчин символизирует число континентов (пять), добровольцы, которые, сплотившись, «заграждали мир от катастрофы»). Автор данного памятника — армавирский скульптор Сергей Камышин.